# 喬克帕蒂利亞山
16°51′37″S 69°32′16″W / 16.86028°S 69.53778°W
喬克帕蒂利亞山（Chuqi Patilla），是秘魯的山峰，位於該國東南部普諾大區，由丘奎托省的皮薩科馬區負責管轄，屬於安地斯山脈的一部分，海拔高度5,200米。